# Gatuduvan
Gatuduvan är  en svensk författarpseudonym, som används i flera diktsamlingar av poeten Jens Åberg, född 1980 i Hökarängen.